# Zornia acuta
Zornia acuta är en ärtväxtart som beskrevs av Sally T. Reynolds och A.E.Holland. Zornia acuta ingår i släktet Zornia och familjen ärtväxter. Inga underarter finns listade i Catalogue of Life.